# Colin Harrison
Colin Anthony Harrison OAM (nascido em 2 de fevereiro de 1961) é um velejador paralímpico australiano. Em 2016, Harrison foi aos Jogos Paralímpicos do Rio de Janeiro, no Brasil, e conquistou a medalha de ouro na classe Sonar, além de bronze em Pequim 2008. No mundial, Harrison já conquistou cinco medalhas, uma a prata e as demais, bronze.

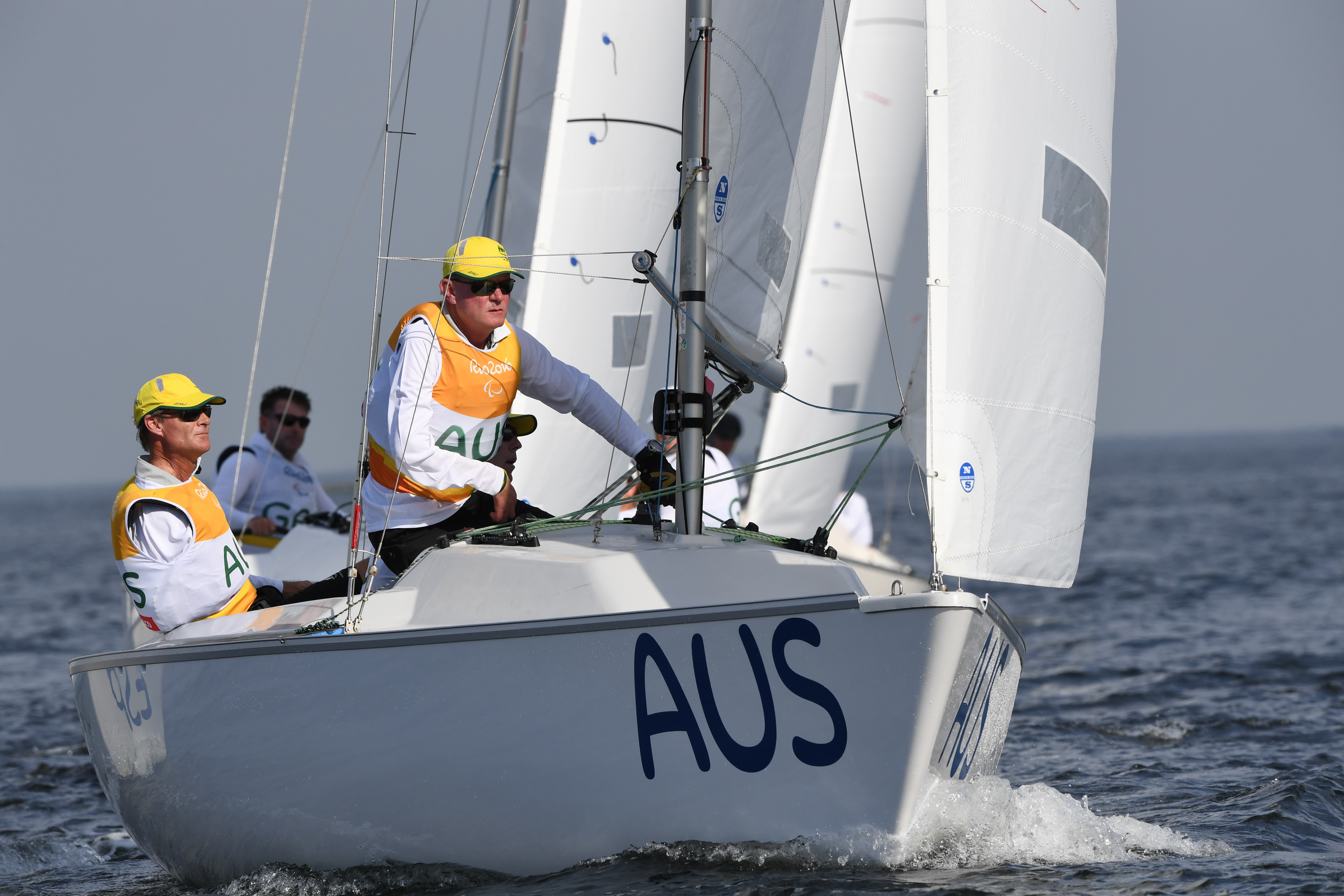
Colin Harrison, Russell Boaden, Jonathan Harris velejando na Paralimpíada Rio 2016.